# Serica lodingi
Serica lodingi är en skalbaggsart som beskrevs av Dawson 1952. Serica lodingi ingår i släktet Serica och familjen Melolonthidae. Inga underarter finns listade i Catalogue of Life.